# シアマント
シアマント（アルメニア語: Սիամանթո、本名：アトム・ヤルジャニアン（Ատոմ Եարճանեան）、1878年8月15日 - 1915年8月）は、アルメニア人の詩人。アルメニア人虐殺を扱った詩を多く著し、民族解放を広く訴えたが、最後には自らも虐殺の犠牲となった。

## 生涯
アトム・ヤルジャニアンは1878年に、オスマン帝国マムレト＝ウル＝アジズ州、ユーフラテス川沿岸エーインの裕福な家庭に生まれた。地元の学校で、聖職者・作家であったガレギン・スルヴァンズティアンツから初等教育を受けた。この時、ヤルジャニアンの文才に気付いたスルヴァンズティアンツは、自身の作品の主人公の名である「シアマント」を、ペンネームとしてヤルジャニアンに与えた。シアマントは1892年、商人であった父とともにイスタンブールへ移り、クムカプやスクタリのアルメニア人学校で学んだ。
1896年にハミディイェ虐殺が終結すると、アルメニア人に対する国内の抑圧的な空気を逃れて、シアマントはギリシャ、エジプトからジェノヴァ、パリへと渡った。1897年から3年間をソルボンヌ大学文学部で学び、ジェノヴァではアルメニア人学生による知識人と革命家の団体を結成した。
1898年に「死のヴィジョン」«Մահվան տեսիլ»（別題「大虐殺」«Կոտորած»）を始めとしたアルメニア人虐殺に関する一連の詩を雑誌に発表したことで、シアマントは詩人としての活動を開始した。1902年にパリで最初の詩集『子供の神々のように』«Դյուցազնորեն» を出版し、若者へ向けたアルメニア民族解放のメッセージは広く知られるようになった。1905年から詩集第2作『アルメニアの若者』«Հայորդիներ» を発表し、1907年には第3作『苦痛と希望の煌き』«Հոգևարքի և հույսի ջահեր» を発表した。その作風はエミール・ヴェルハーレンなどの影響を受けた伝統に囚われない自由詩で、色彩豊かなイメージの抒情詩を特徴とした。しかし、次第にその内容は内省的・悲観的なものへと変化してゆく。
1908年に、オスマン帝国で青年トルコ人革命が発生し第二立憲時代が始まると、シアマントは故郷の未来に希望を抱いてイスタンブールへと戻った。しかし、直後にはキリキアでまたしてもアルメニア人に対する虐殺（アダナ虐殺）が発生し、シアマントは失望とともに、虐殺を極めて写実的に書いた詩集『友からの血濡れた手紙』(hy) を発表した。1909年12月にはアルメニア革命連盟の実地調査員としてアメリカへ派遣され、現地のアルメニア語新聞『ハイレニク』(en) の編集も任せられた。シアマントはアメリカでも『祖国への招待』«Հայրենի հրավեր» を著してアルメニア人の窮状を訴えたが、活動は実らないままイスタンブールへ帰国した。
1913年にはアルメニア文字の創始1500周年を記念して『メスロプ・マシュトツ』«Սուրբ Մեսրոպ» を発表したが、これがシアマントの最後の著作となった。同年にはチフリスへ赴いてアルメニア革命連盟の創設者シモン・ザヴァリアンの葬儀に参列し、次いで南カフカース全域を見聞した。だが、シアマントは帰国後の1915年4月24日に、イスタンブールで行われたアルメニア人知識層の一斉逮捕（赤い日曜日）の対象となり、他の多くのアルメニア人と同様、移送先のアナトリア奥地で同年夏に殺害された。